# UFC 185
UFC 185: Pettis vs. dos Anjos fue un evento de artes marciales mixtas celebrado por Ultimate Fighting Championship el 14 de marzo de 2015 en el American Airlines Center en Dallas, Texas.

## Historia
El evento estuvo encabezado por un combate por el campeonato de peso ligero entre Anthony Pettis y Rafael dos Anjos.
El combate coestelar estuvo encabezado por un combate por el campeonato de peso paja entre Carla Esparza y Joanna Jędrzejczyk.

## Resultados
1. ↑  Por el campeonato de peso ligero de UFC.
2. ↑  Por el Campeonato de Peso Paja de Mujeres de UFC.

## Premios extra
Cada peleador recibió un bono de $50 000.
- Pelea de la Noche: No hubo premiados
- Actuación de la Noche: Rafael dos Anjos, Joanna Jędrzejczyk, Ross Pearson y Beneil Dariush